# Guy Rossatanga-Rignault
Guy Rossatanga-Rignault est un professeur de droit public et spécialiste de sociologie politique gabonais né le 11 mars 1963 à Lambaréné.

## Biographie
Guy Rossatanga-Rignault est né à Lambaréné dans la province du Moyen-Ogooué.
Après ses études primaires à Port-Gentil (capitale économique du Gabon), il obtient son baccalauréat à Libreville, en 1982.
Il entame ensuite un cursus à l'Université de Libreville-UOB qui sera couronné par l'obtention d'une licence en droit (ancien régime, 4 ans).
De 1986 à 1991, il est inscrit à l'Université Paris 1 Panthéon-Sorbonne où il obtient successivement le diplôme d'études approfondies en science politique, le diplôme d'études approfondies en droit international public et organisations internationales et le doctorat en science politique.
Recruté à la Faculté de droit et sciences économiques de l'Université de Libreville en 1992, il est actuellement professeur titulaire dans cet établissement et a été secrétaire général de l'Université de Libreville-UOB pendant près de cinq ans.
Titulaire d'un Certificate on Mediation Arbitration issues (Washington, 1995), il est aussi diplômé de l'Académie internationale de droit constitutionnel (Tunis).
Enseignant-chercheur invité dans divers établissements étrangers, il est consultant pour divers organismes publics et privés gabonais et internationaux.
Le Professeur Rossatanga-Rignault est par ailleurs le Président de la Fondation Raponda-Walker pour la Science et la Culture (http://www.cyberquebec.ca/rapondawalker).